# Lê Huỳnh Châu
Lê Huỳnh Châu (* 13. November 1987 in Ho-Chi-Minh-Stadt) ist ein vietnamesischer Taekwondoin. Er startet in der Gewichtsklasse bis 58 Kilogramm.
Lê Huỳnh Châu bestritt bereits seit dem Jahr 2003 erste internationale Titelkämpfe im Juniorenbereich, überstand seine jeweiligen Auftaktkämpfe jedoch nicht. Bei der Weltmeisterschaft 2009 in Kopenhagen debütierte er schließlich im Erwachsenenbereich. In der Klasse bis 68 Kilogramm schied er nach zwei Siegen zu Beginn in der Runde der letzten 32 aus. Im folgenden Jahr erreichte er bei den Asienspielen 2010 in Guangzhou das Achtelfinale. Bei der Asienmeisterschaft in Astana errang er in der Klasse bis 68 Kilogramm die Bronzemedaille. Der Durchbruch in die internationale Spitze gelang Lê Huỳnh Châu bei der Weltmeisterschaft 2011 in Gyeongju. Er besiegte in der Klasse bis 63 Kilogramm im Viertelfinale Cem Uluğnuyan und gewann nach einer Halbfinalniederlage gegen Michael Harvey mit Bronze seine erste WM-Medaille. Beim asiatischen Olympiaqualifikationsturnier 2011 in Bangkok gewann er in der Klasse bis 58 Kilogramm den entscheidenden Kampf um den dritten Platz und qualifizierte sich für die Olympischen Spiele 2012 in London. Eine Medaille konnte Lê Huỳnh Châu auch bei der Asienmeisterschaft 2012 in seiner Heimatstadt gewinnen, er unterlag Lee Dae-hoon im Halbfinale und errang Bronze.